# Overton (Wrexham)
Overton es una localidad situada en el condado de Wrexham, en Gales (Reino Unido), con una población estimada a mediados de 2016 de 920 habitantes.
Se encuentra ubicada al noreste de Gales, a poca distancia de la frontera con Inglaterra y del mar de Irlanda.